# Eddie Edwards (wrestler)
Eddie Edwards (ur. 30 grudnia 1983 r. w Bostonie) – amerykański wrestler.
Karierę zawodniczą rozpoczął w 2002 r. Występuje w licznych federacjach sceny niezależnej. W latach 2006–2013 pracował dla Ring of Honor (ROH), gdzie zdobył ROH Heavyweight Championship, był pierwszym ROH World Television Championem oraz dwukrotnym ROH World Tag Team Championem (z Daveym Richardsem jako The American Wolves). W 2014 r. związał się z Total Nonstop Action Wrestling (TNA; obecnie Impact Wrestling). Jest dwukrotnym TNA World Heavyweight Championem/Impact World Championem, dwukrotnym TNA X Division Championem i pięciokrotnym TNA World Tag Team Championem (z Daveym Richardsem jako The Wolves). Od 2005 r. walczy również w japońskiej federacji Pro Wrestling Noah, gdzie zdobył GHC Heavyweight Championship. Sukcesy w wymienionych federacjach uczyniły go pierwszym zawodnikiem, który posiada jednocześnie ROH i TNA Triple Crown Championship oraz jest pierwszym wrestlerem, który dzierżył najważniejsze mistrzostwo TNA, ROH i Pro Wrestling Noah.

## Mistrzostwa i osiągnięcia
- Assault Championship Wrestling
  - ACW Junior Heavyweight Championship (1x)
- Dynasty Pro Wrestling
  - Dynasty Championship (1x)
- Fight Club: PRO
  - Fight Club: PRO Championship (1x)[9]
- Impact Wrestling/Total Nonstop Action Wrestling
  - TNA World Heavyweight Championship/Impact World Championship (2x)[9]
  - TNA X Division Championship (2x)[9]
  - TNA World Tag Team Championship (5x) – z Davey Richardsem[9]
  - TNA World Cup of Wrestling (2014) – z Bully Rayem, Gunnerem, Erikiem Youngiem i ODB
  - TNA World Cup of Wrestling (2016) – z Jeffem Hardym, Jessie Godderzem, Robbiem E i Jade
  - Ósmy TNA Triple Crown Champion
  - Tag Team Roku (2014) - z Davey Richardsem
  - Mecz Roku (2014) The Wolves vs. The Hardys vs. Team 3D
- Millennium Wrestling Federation
  - MWF Television Championship (1x)
- New England Championship Wrestling
  - NECW Tag Team Championship (4x) - z D.C. Dillingerem[9]
  - Iron 8 Championship Tournament (2006, 2007)
- Premiere Wrestling Xperience
  - PWX Tag Team Championship (1x) - z Roderickiem Strongiem[9]
- Pro Wrestling Illustrated
  - PWI umieściło go na 9. miejscu rankingu wrestlerów PWI Top 500 w 2011 roku
- Pro Wrestling Noah
  - GHC Heavyweight Championship (1x)[10]
  - Global Tag League Technique Award (2012) - z Coltem Cabaną
- Ring of Honor
  - ROH World Championship (1x)[9]
  - ROH World Tag Team Championship (2x) – z Davey Richardsem[9]
  - ROH World Television Championship (1x)[9]
  - ROH World Television Championship Tournament (2010)
  - Survival of the Fittest (2010)
  - Pierwszy Triple Crown Champion
- SoCal Uncensored
  - Mecz Roku (2013) - z Roderickiem Strongiem przeciwko Inner City Machine Guns (Rich Swann i Ricochet) i The Young Bucks (Matt Jackson i Nick Jackson)
- Squared Circle Wrestling
  - 2CW Tag Team Championship (1x) – z Davey Richardsem
- Top Rope Promotions
  - TRP Heavyweight Championship (1x)
- Wrestling Superstars
  - WS Tag Team Championship (1x) – z Davey Richardsem[9]
- Wrestling Observer Newsletter
  - Tag Team Roku (2009) - z Davey Richardsem
- Inne osiągnięcia
  - Super Juniors Tournament (2013)
  - Xtreme Wrestling Alliance
  - XWA Heavyweigh Championship (1x)